# Mount Valkyrie
Mount Valkyrie ist ein Berg mit einem Gipfel aus Dolerit im ostantarktischen Viktorialand. In der Asgard Range des Transantarktischen Gebirges ragt er aus der Südwand des Wright Valley zwischen dem Bartley- und dem Meserve-Gletscher auf.
Wissenschaftler einer von 1958 bis 1959 durchgeführten Kampagne der Victoria University’s Antarctic Expeditions benannten ihn nach der Walküre aus der nordischen Mythologie.